# Hexing
Hexing – rodzaj teropoda z grupy ornitomimozaurów żyjącego we wczesnej kredzie (walanżyn, hoteryw lub wczesny barrem, 139–128 mln lat temu) na terenach dzisiejszej Azji. Gatunkiem typowym jest H. qingyi, którego holotypem jest niekompletny szkielet oznaczony JLUM–JZ07b1 z zachowaną czaszką, częścią kręgów szyjnych i większością kości kończyn, odkryty w osadach formacji Yixian w chińskiej prowincji Liaoning.
Ze względu na niekompletność holotypu H. qingyi trudno jest określić całkowitą długość ciała zwierzęcia. Rozmiary zachowanych kości (czaszka ma 136 mm długości, kość ramienna ok. 90 mm, kość udowa 135 mm a tibiotarsus – kość powstała ze zrośnięcia kości piszczelowej i stępu – ponad 185 mm) wskazują, że był on niewielkim ornitomimozaurem, mniejszym niż Shenzhousaurus i porównywalnym ze znanymi młodymi osobnikami z gatunku Sinornithomimus dongi. Budowa zachowanych kości holotypu H. qingyi wskazuje jednak, że nie był on w chwili śmierci młodym osobnikiem. Autapomorfiami H. qingyi są: rostralna (przednia) część kości przedszczękowej nachylona wentralnie (ku dołowi) przed żuchwą, przez co znajduje się na tym samym poziomie, co krawędź wentralna kości zębowej; głęboki dół przedoczodołowy na bocznej powierzchni kości szczękowej; grzebień strzałkowy na kości ciemieniowej; wyrostki przypotyliczne rosnące ku dołowi poniżej poziomu, na którym znajduje się otwór wielki; otwór w kształcie elipsy na bocznej powierzchni kości zębowej w połowie jej długości; trójpalczasta dłoń, której dwa palce (autorzy przyjmują, opierając się na badaniach nad dłońmi teropodów przeprowadzonymi przez Xu i współpracowników, 2009, że są to palce III i IV; interpretacja Xu i współpracowników jest kwestionowana przez innych autorów) mają po 3 paliczki, a trzeci (według autorów palec II) – 1 lub 2 paliczki; wydłużenie paliczków bliższych palców III i IV, których długość stanowi ponad 75% długości odpowiadających im kości śródręcza; a także tibiotarsus, którego długość wynosi 137% długości kości udowej.
Z przeprowadzonej przez autorów opisu H. qingyi analizy filogenetycznej (w oparciu o zmodyfikowaną macierz danych z analizy Kobayashiego i Lü z 2003 r.) wynika, że Hexing był jednym z najbardziej bazalnych znanych ornitomimozaurów. Na drzewie ścisłej zgodności wygenerowanym na podstawie dziewięciu najbardziej oszczędnych drzew jest on w nierozwikłanej trychotomii z Shenzhousaurus oraz z kladem obejmującym wszystkie pozostałe ornitomimozaury poza pelekanimimem. Hexing i Shenzhousaurus są najstarszymi znanymi ornitomimozaurami, jednak najbardziej bazalnym przedstawicielem grupy jest młodszy od nich pelekanimim; w związku z tym pozostaje niepewne, czy ornitomimozaury wyewoluowały w Europie, czy też w Azji. Odkrycie szczątków bazalnych ornitomimozaurów na obu kontynentach dowodzi, że wbrew wcześniejszym sugestiom połączenie lądowe między Europą a Azją we wczesnej kredzie, umożliwiające wymianę fauny między kontynentami, zaistniało jeszcze przed aptem.